# Barranc de Cambranal
El barranc de Cambranal és un barranc del terme municipal de Tremp dins de l'antic terme de Fígols de Tremp.
Es forma a 916 m. alt., al nord-est de Montllobar, al lloc del Tros de l'Espona. Des d'aquell lloc davalla de primer cap al nord-est, resseguint per l'est la Serra del Castell, per després girar cap a llevant, quan arriba a los Olivars. Passa per sota -nord- de l'abocador comarcal de la Boïga de Camí Traginer, i va a trobar el barranc de Torricó al sud-est del poble d'Eroles.